# Столярчук, Борис Васильевич
Бори́с Васи́льевич Столярчу́к (укр. Борис Васильович Столярчук; 13 июня 1958, Киев, УССР, СССР) — советский и украинский инженер; оператор ночной смены, который работал на энергоблоке № 4 Чернобыльской АЭС в ночь аварии 26 апреля 1986 года. Он один из немногих оставшихся в живых сотрудников, находившихся на энергоблоке в момент взрыва.

## Биография

### Ранние годы
Родился в Киеве 13 июня 1958 года. Окончил Одесский политехнический институт. По окончании института в 1980 году начал работать на Чернобыльской АЭС. К 1986 году занимал должность старшего инженера управления блока. Борис Васильевич отвечал за циркуляцию воды в реакторе. На момент аварии ему было 27 лет.

### Авария на Чернобыльской АЭС
Борис Столярчук в ночь с 25 апреля на 26 апреля работал за одним из пультов на щите управления 4-го энергоблока ЧАЭС. Взрыв атомного реактора произошел буквально через стену от него. В этот день на АЭС проводились испытания турбогенератора на энергоблоке, в которых участвовал Столярчук. Во время испытаний сложилась нештатная ситуация, о которой говорили показания приборов и предупреждающие сигналы на пульте. Как вспоминал он позже: 
Уровень барабанов-сепараторов всегда было сложно контролировать на низких уровнях мощности, любой оператор это знал и был готов к этому. Поэтому никаких особых чувств вроде испуга я не испытывал.
 По мнению заместителя главного инженера Чернобыльской АЭС (на момент аварии) А. С. Дятлова, «объективно системой контроля зарегистрирована исправная работа всех насосов без признаков срыва и кавитации до самого взрыва реактора». Поэтому поводов для тревоги у персонала не было.
Однако через некоторое время ситуация вышла из-под контроля, «на пульте зажглись практически все сигналы неисправностей», а еще через три секунды раздался взрыв, и «в помещение повалили дым, пар и пыль». Отдав необходимые распоряжения, Дятлов пошёл оценить масштабы разрушений. Катастрофические последствия взрыва показали Дятлову, что теперь реактор четвёртого блока в первую очередь надо рассматривать «как источник опасности для оставшихся блоков».
Учитывая опасную радиационную обстановку (в правой части БЩУ дозиметр зашкаливал), Дятлов приказал сотрудникам смены покинуть помещение, оставив на щите только тех, кто был полезен в сложившейся ситуации. Это были А. Акимов и Б. Столярчук. Столярчук, находясь за центральным пультом щита управления, продолжал выполнять свои обязанности, обеспечивая подпитку реактора. Он оставался на рабочем месте до утра, пока не закончилась смена.  
После взрыва Столярчука вызывали в КГБ. Как пишет Буйницкая, на допросе Столярчуку, получившему во время аварии большую дозу облучения, стало плохо. Его отпустили только после окончания допроса, направив в медсанчасть «МСЧ-126 за медицинской помощью». В итоге он оказался в больнице. Из больницы его вместе с другими пострадавшими самолётом доставили в Москву в госпиталь, где он проходил лечение от лучевой болезни.

### Дальнейшая деятельность
Борис Васильевич Столярчук занимал должность директора Департамента по вопросам безопасности ядерных установок ГИЯРУ, заместителя Главного государственного инспектора по ядерной и радиационной безопасности. 
8 февраля 2017 года Бориса Столярчука назначили временно исполняющим обязанности председателя Госатомрегулирования. 25 октября этого же года на посту его сменил Григорий Плачков.

## В культуре
Действия Бориса Столярчука во время аварии описаны в художественных и документальных произведениях. 
В фильме «Авария на Чернобыльской АЭС» из цикла «Секунды до катастрофы» (1 сезон, 7-й выпуск), рассказывая о действиях Бориса Столярчука в день взрыва, о нём говорят: «Сегодня каждое его движение судьбоносно». Роль Бориса Столярчука исполнил Александр Климбуцкий. В фильме также присутствует интервью с самим Столярчуком, который представлен как последний выживший работник 4-го энергоблока, участник эксперимента, старший инженер управления блоком. 
Борис Столярчук — главный герой фильма-интервью «Выживший на ЧАЭС», снятом Кишкиной. 
Борис Столярчук также присутствует в эпизодах телевизионного мини-сериала «Чернобыль». Его роль досталась Билли Постлетуэйту.